# Herman Doumnan
Herman Doumnan (ur. 25 września 1982 w Ndżamenie) – czadyjski piłkarz grający na pozycji defensywnego pomocnika. W swojej karierze rozegrał 15 meczów w reprezentacji Czadu.

## Kariera klubowa
Do 2013 roku Doumnan grał w klubie Gazelle FC, z którym między innymi wywalczył dwa mistrzostwa Czadu w sezonach 2009 i 2012 oraz wicemistrzostwo w sezonie 2010. W sezonie 2014 grał w ASLAD de Moundou, a w latach 2015-2016 ponownie był zawodnikiem Gazelle FC. W sezonie 2015 został z nim mistrzem kraju. W 2017 roku występował w kameruńskim Eding Sport FC, z którym wywalczył mistrzostwo Kamerunu. Z kolei w sezonie 2018/2019 był piłkarzem sudańskiego Al-Merreikh Omdurman, w którym zakończył karierę. Został z nim mistrzem Sudanu.

## Kariera reprezentacyjna
W reprezentacji Czadu Doumnan zadebiutował 17 listopada 2010 w zremisownaym 0:0 meczu kwalifikacji do Pucharu Narodów Afryki z Togo. Od 2010 do 2016 wystąpił w kadrze narodowej 15 razy.